# Кезенбулак
Кезенбулак (каз. Кезеңбұлақ) — упразднённое село в Казыгуртском районе Туркестанской области Казахстана. Входило в состав Шарбулакского сельского округа. В 2016 году включено в состав села Казыгурт. Код КАТО — 514063200.

## Население
В 1999 году население села составляло 819 человек (411 мужчин и 408 женщин). По данным переписи 2009 года, в селе проживало 1039 человек (544 мужчины и 495 женщин).